# Gesichtsdysmorphie
Eine Gesichtsdysmorphie ist eine das Gesicht betreffende Dysmorphie, also eine Abweichung von der normalen Gesichtsanatomie. Sie kann isoliert auftreten und ohne Krankheitswert sein. Wenn jedoch eine Gesichtsdysmorphie in Zusammenhang mit einer weiteren klinischen Auffälligkeit vorliegt, so spricht man von einem syndromalen Krankheitsbild. Die Gesichtsdysmorphie wäre dann ein Symptom der Erkrankung.
Die Fachdisziplin, die sich mit dem Erkennen einer Gesichtsdysmorphie beschäftigt, wird auch Dysmorphologie oder Syndromolgie bezeichnet.

## Typen und Syndrome
Meist handelt es sich um Abweichungen des Augenabstandes, der Position der Augenbrauen, Stellung der Lidachse, Position und Form der Ohrmuscheln, Form der Nase, des Kinns und des Verhältnisses von Ober- zu Unterkiefer. Wenn die Gesichtsdysmorphie einen wesentlichen Hinweis auf die Erkrankung in der Differentialdiagnostik geben kann, so spricht man auch von einer charakteristischen fazialen Gestalt. Bei „Gestalt“ handelt es sich um einen Fachausdruck, der in der Syndromologie auch im Englischen verwendet wird.
Die häufigsten Syndrome mit Gesichtsauffälligkeiten sind:
- Turner-Syndrom
- Fetales Alkoholsyndrom
- angeborene Syphilis
- Katzenschrei-Syndrom (Cri-du-chat)
- Laurence-Moon-Biedl-Bardet-Syndrom
- BMRS Typ Say-Barber-Biesecker-Young-Simpson
- Aarskog-Scott-Syndrom
- DiGeorge-Syndrom
- Rötelnembryofetopathie
- Noonan-Syndrom

In der Datenbank Orphanet werden noch zahlreiche seltene Syndrome mit Gesichtsdysmorphie aufgeführt:
- Aortenbogen-Anomalie-Gesichtsdysmorphie-Intelligenzminderung-Syndrom[4]
- Arginin-Vasopressin-Resistenz-intrakranielle Kalzifikation-Kleinwuchs-Gesichtsdysmorphie-Syndrom[5]
- Beaulieu-Boycott-Innes-Syndrom (Synonym: THOC6-assoziierte Entwicklungsverzögerung mit Mikrozephalie und Gesichtsdysmorphien)[6]
- Birk-Barel-Syndrom (Synonym: Intelligenzminderung – Hypotonie – Gesichtsdysmorphie)[7]
- CCFDN-Syndrom
- CCNK-abhängige neurologische Entwicklungsstörung-schwere Intelligenzminderung-Gesichtsdysmorphie-Syndrom[8]
- CDK13-assoziierte Störung[9]
- Char-Syndrom (Synonym: Persistierender Ductus arteriosus mit Gesichtsdysmorphie und abnormalen fünften Finger)
- Cono-spondyläre Dysplasie (Synonym: Kleinwuchs-Kyphose-Hypoplasie der basalen Ilia-Zapfenepiphysen-Gesichtsdysmorphie-Syndrom)[10]
- Desanto-Shinawi-Syndrom (Synonym: WAC-assoziiertes Syndrom der Gesichtsdysmorphie mit Entwicklungsverzögerung und Verhaltensstörungen)[11]
- DiGeorge-Syndrom (Synonym(e): Syndrom der konotrunkalen Anomalie mit Gesichtsdysmorphie; Deletion 22q11)
- Dysplasie, epiphysäre multiple, Typ Al-Gazali, EMD mit Makrozephalie und charakteristischem Gesichtsausdruck[12]
- Ehlers-Danlos-Syndrom, muskulo-kontrakturaler Typ (mcEDS), (Synonym: Distale Arthrogrypose mit Gesichtsdysmorphie und Hydronephrose)
- Entwicklungsverzögerung-Ataxie-Hypotonie-Gesichtsdysmorphie-Syndrom[13]
- Entwicklungsverzögerung-Gesichtsdysmorphien-Syndrom durch MED13L-Mangel[14]
- Entwicklungsverzögerung-Übergewicht-Gesichtsdysmorphien-Verhaltensauffälligkeiten-Syndrom[15]
- Femoral-faziales Syndrom (Synonym: Femurhypoplasie – Gesichtsdysmorphie)
- FHEIG-Syndrom
- Früh beginnende Krampfanfälle-distale Gliedmaßenanomalien-Gesichtsdysmorphien-allgemeine Entwicklungsverzögerung-Syndrom[16]
- Frühinfantile epileptische Enzephalopathie-kortikale Blindheit-Intelligenzminderung-Gesichtsdysmorphie-Syndrom (Synonym(e): Epilepsie-kortikale Blindheit-Intelligenzminderung-Gesichtsdysmorphie-Syndrom)[17]
- Gaumenanomalien-weiter Zahnabstand-Gesichtsdysmorphien-Entwicklungsverzögerung-Syndrom (Synonym: Gaumenanomalien-multiple Diastemata-Gesichtsdysmorphien-Entwicklungsverzögerung-Syndrom)[18]
- German-Syndrom (Synonym: Hypotonie-Arthrogrypose-Gesichtsdysmorphie-Lymphödem-Syndrom)
- Gesichtsdysmorphie-Anorexie-Kachexie-Augen- und Hautanomalien-Syndrom[19]
- Gesichtsdysmorphie-Entwicklungsverzögerung-Verhaltensstörungen-Syndrom durch Mikrodeletionssyndrom 10p11.21p12.31[20]
- Gesichtsdysmorphie-Entwicklungsverzögerung-Verhaltensstörungen-Syndrom durch Punktmutation im WAC-Gen[21]
- Gesichtsdysmorphie-globale Entwicklungsverzögerung-Hypotonie-Polymikrogyrie-Syndrom[22]
- Gesichtsdysmorphie-Immundefekt-Livedo-Kleinwuchs-Syndrom[23]
- Gesichtsdysmorphie-Makrozephalie-Myopie-Dandy-Walker-Fehlbildung-Syndrom[24]
- Gesichtsdysmorphien-Linsendislokation-vordere Segmentanomalien-spontane Sickerkissen-Syndrom (Synonym: Gesichtsdysmorphien – Linsendislokation – vordere Segmentanomalien – nicht-traumatische konjunktivale Zysten)[25]
- Gesichtsdysmorphie-okuläre Anomalien-Osteopenie-Intelligenzminderung-Zahnanomalien-Syndrom[26]
- Gesichtsdysmorphie-Schalskrotum-Gelenkschlaffheit-Syndrom[27]
- Gingivale Fibromatose – Gesichtsdysmorphien[28]
- Großwuchs-Makrozephalie-Gesichtsdysmorphie-Syndrom[29]
- Herzanomalien-Kleinwuchs-Gelenkhypermobilität-Gesichtsdysmorphien-Syndrom[30]
- Intelligenzminderung-Adipositas-Hirnfehlbildungen-Gesichtsdysmorphie-Syndrom[31]
- Intelligenzminderung-expressive Aphasie-Gesichtsdysmorphien-Syndrom (Synonym: Intelligenzminderung-expressive Sprachstörung-Gesichtsdysmorphien-Syndrom)[32]
- Intelligenzminderung-Gesichtsdysmorphie-gastroösophagealer Reflux-Syndrom, STAG1-assoziiert[33]
- Intelligenzminderung-Gesichtsdysmorphie-Syndrom durch SETD5-Haploinsuffizienz[34]
- Intelligenzminderung-Gesichtsdysmorphien-Handanomalien-Syndrom[35]
- Intelligenzminderung-Muskelschwäche-Kleinwuchs-Gesichtsdysmorphie-Syndrom[36]
- Intrauterine Wachstumsretardierung-Mikrognathie-rhizomeler Kleinwuchs-Gesichtsdysmorphie-Syndrom[37]
- Jansen-de Vries-Syndrom (Synonym: Entwicklungsverzögerung-Verhaltensauffälligkeiten-kleine Hände und Füße-zyklisches Erbrechen-Gesichtsdysmorphie-Syndrom)[38]
- KDM3B-assoziierte Intelligenzminderung mit Gesichtsdysmorphien und Kleinwuchs[39]
- Klippel-Feil-Anomalie-Myopathie-Gesichtsdysmorphie-Syndrom[40]
- Kongenitale Arthrogrypose-Mikrozephalie-Gesichtsdysmorphien-schwere neurologische Entwicklungsverzögerung-Syndrom[41]
- Kongenitale labioskrotale Agenesie-zerebelläre Fehlbildung-Hornhautdystrophie-Gesichtsdysmorphie-Syndrom (Synonym: Kongenitale Agenesie der Labia majora oder des Scrotums-zerebelläre Fehlbildung-Hornhautdystrophie-Gesichtsdysmorphie-Syndrom)[42]
- Kraniosynostose-Gesichtsdysmorphien-Brachydaktylie-Syndrom[43]
- Kraniosynostose-Gesichtsdysmorphien-Chiari-Malformation Typ 1-Entwicklungs- und Sprachverzögerung-Syndrom[44]
- Liang-Wang-Syndrom (Synonym: Gingivafibromatose-Aortenwurzeldilatation-Gesichtsdysmorphien-Intelligenzminderung-Syndrom)[45]
- Marfanoider Habitus-Gesichtsdysmorphien-Skelettanomalien-Herzfehler-Syndrom[46]
- Mikrozephalie-Corpus callosum- und zerebelläre Vermishypoplasie-Gesichtsdysmorphie-Intelligenzminderung-Syndrom[47]
- Mikrozephalie-Gesichtsdysmorphie-okuläre Anomalien-multiple kongenitale Anomalien-Syndrom[48]
- Mikrozephalie-Kleinwuchs-Intelligenzminderung-Gesichtsdysmorphie-Syndrom[49]
- Moyamoya-Krankheit-Kleinwuchs-Gesichtsdysmorphien-hypergonadotroper Hypogonadismus-Syndrom (Synonym: Moyamoya-Krankheit – Kleinwuchs – Gesichtsdysmorphien – hypergonadotroper Hypogonadismus)[50]
- Myhre-Syndrom (Synonym: Gesichtsdysmorphien – Intelligenzminderung – Kleinwuchs – Hörverlust)
- NEDHSIL (Synonym: Hirnanomalien-schwere Entwicklungsverzögerung-Gesichtsdysmorphien-Intelligenzminderung-Syndrom)[51]
- Neurologische Entwicklungsverzögerung-Hirnfehlbildung-Gesichtsdysmorphie-Brachydaktylie-Syndrom[52]
- NOCARH-Syndrom (Synonym(e): Autoinflammation-Zytopenie-Gesichtsdysmorphie-Syndrom des Neugeborenen)[53]
- Ornithin-Decarboxylase-Mangel (Allgemeine Entwicklungsverzögerung-Alopezie-Makrozephalie-Gesichtsdysmorphie-strukturelle Hirnanomalien-Syndrom)[54]
- Orofaziale Spaltbildung-Herzanomalien-Hochwuchs-Gesichtsdysmorphie-Syndrom[55]
- Pierpont-Syndrom (Synonym: Plantare Lipomatose-Gesichtsdysmorphien-Entwicklungsverzögerung-Syndrom)[56]
- Postaxiale Polydaktylie-vordere Hypophysenanomalien-Gesichtsdysmorphien-Syndrom[57]
- Progressive Hypotonie-Intelligenzminderung-Gesichtsdysmorphie-Syndrom durch RBSN-Mutation in der FYVE-Domäne[58]
- Progressiver essentieller Tremor-Sprachstörung-Gesichtsdysmorphie-Intelligenzminderung-Verhaltensstörung-Syndrom[59]
- Retinitis pigmentosa-Hörverlust-vorzeitige Alterung-Kleinwuchs-Gesichtsdysmorphie-Syndrom (Synonym: Retinitis pigmentosa-Taubheit-Hypothyreose-vorzeitige Alterung-charakteristische Gesichtsform-Syndrom)[60]
- Schwere Intelligenzminderung-Corpus callosum-Agenesie-faziale Dysmorphien-zerebelläre Ataxie-Syndrom[61]
- Schwere Intelligenzminderung-Kleinwuchs-Verhaltensstörungen-Gesichtsdysmorphie-Syndrom[62]
- Schwere laterale Tibiaverkrümmung-Kleinwuchs-milde Scapula alata-Gesichtsdysmorphie-Syndrom[63]
- Skraban-Deardorff-Syndrom (Synonym(e): Intelligenzminderung-Krampfanfälle-Ganganomalien-Gesichtsdysmorphie-Syndrom)[64]
- Snijders Blok-Campeau-Syndrom[65]
- SOFT-Syndrom[66]
- Spondyloepimetaphysäre Dysplasie-gebogene Unterarme-Gesichtsdysmorphien-Syndrom[67]
- Steel-Syndrom (Synonym: Beidseitige Hüft- und Radiusköpfchen-Dislokation-Kleinwuchs-Skoliose-Karpalfusionen-Pes cavus-Gesichtsdysmorphie-Syndrom)[68]
- Syndrom der Omphalozele mit Gesichtsdysmorphien, familiäre Form[69]
- TMEM94-assoziierter kongenitaler Herzdefekt-Gesichtsdysmorphie-Entwicklungsverzögerung-Syndrom[70]
- TRAF7-assoziierte Herzfehler-digitale Anomalien-Gesichtsdysmorphie-Motorik- und Sprachverzögerung-Syndrom[71]
- Viszerale Neuropathie-Gehirnanomalien-Gesichtsdysmorphien-Entwicklungsverzögerung-Syndrom[72]
- Weiss-Kruszka-Syndrom (Synonym: Metopicaleiste-Ptosis-Gesichtsdysmorphie-Syndrom)[73]
- Wiedemann-Steiner-Syndrom (Synonym: Hypertrichose-Kleinwuchs-Gesichtsdysmorphie-Entwicklungsverzögerung-Syndrom)
- X-chromosomale äußere Gehörgangatresie-dilatierter innerer Gehörgang-Gesichtsdysmorphie-Syndrom[74]
- X-chromosomale Intelligenzminderung-globale Entwicklungsverzögerung-Gesichtsdysmorphie-sakraler kaudaler Überrest, Synonym: X-chromosomale geistige Retardierung – globale Entwicklungsverzögerung – Gesichtsdysmorphien- sakraler kaudaler Überbleibsel[75]
- X-chromosomale Intelligenzminderung-Hypotonie-Gesichtsdysmorphien-aggressives Verhalten-Syndrom[76]
- X-chromosomale Gesichtsdysmorphien-Kleinwuchs-Choanalatresie-Intelligenzminderung-Syndrom, auf das weibl. Geschl. beschränkt[77]
- ZTTK-Syndrom (Synonym: Zhu-Tokita-Takenouchi-Kim-Syndrom; Hirnfehlbildung-muskuloskelettale Anomalien-Gesichtsdysmorphie-Intellingenzminderung-Syndrom)[78]

Ferner gehören Gesichtsdysmorphien zur Syndromalen Diarrhoe.
Circa ein Drittel der monogenen Erkrankungen weisen eine Gesichtsdysmorphie auf.
Ein breiter Kopf findet sich beim Apert-Syndrom, ein flaches Gesicht beim Conradi-Hünermann-Syndrom.
Gesichtsasymmetrien können beim Goldenhar-Syndrom oder dem Larsen-Syndrom auftreten.
Eine dreieckige Gesichtsform ist bei der Osteogenesis imperfecta, dem Pterygium-Syndrom und dem Silver-Russell-Syndrom beschrieben.

## Computergestützte Dysmorphologie
Auf die Erkennung von fazialen Dysmorphien spezialisierte Genetiker können eine Vielzahl von Syndromen mit hoher Güte unterscheiden. Derartige Klassifikationsleistungen sind auch geeignet für Methoden des deep learning. Hierbei lernt ein künstliches neuronales Netzwerk die charakteristische Gestalt oder den fazialen Phänotyp der Erkrankung zu erkennen. Aktuell lassen sich mit hoher Genauigkeit bereits über 1000 genetische Erkrankungen unterscheiden. Die Technologie kann auch zur Identifikation neuer Erkrankungen verwendet werden.